# Szávavásárhely
Szávavásárhely vagy Jamena (szerbül: Јамена / Jamena) település Szerbiában, a Vajdaságban, a Szerémségi körzetben, Sid községben.

## Demográfiai változások
| 1948 | 1953 | 1961 | 1971 | 1981 | 1991 | 2002 |
| ---- | ---- | ---- | ---- | ---- | ---- | ---- |
| 1113 | 1316 | 1586 | 1771 | 1577 | 1399 | 1130 |